# San Bellino
San Bellino est une commune de la province de Rovigo dans la région de la Vénétie en Italie.

## Administration
| Période                                  | Période  | Identité       | Étiquette       | Qualité |
| ---------------------------------------- | -------- | -------------- | --------------- | ------- |
| 14 juin 2004                             | En cours | Massimo Bordin | Centro-Sinistra |         |
| Les données manquantes sont à compléter. |          |                |                 |         |

### Hameaux
Borgo di Mezzo, Borgo Due Spade, Borgo Vespara, Ca'moro-Dona, Ca'Peretto, Case Nuove, Passarara, Presciane, Treponti

### Communes limitrophes
Castelguglielmo, Fratta Polesine, Lendinara, Pincara